# Mi menor
Mi menor (també Mim en la notació europea i Em en la notació americana) és la tonalitat que té l'escala menor a partir de la nota mi. Així, la seva escala està constituïda per les notes mi, fa#, sol, la, si, do i re. La seva armadura té un sostingut (fa). El seu relatiu major és la tonalitat de sol major, i la tonalitat homònima és mi major.